# میهو کاوابه
میهو کاوابه (انگلیسی: Miho Kawabe؛ زادهٔ ۲ ژوئیهٔ ۱۹۷۴) شناگر موزون اهل ژاپن است.